# Bart the Murderer
Bart the Murderer, llamado Bart, el asesino en España y El pequeño padrino en Latinoamérica, es un capítulo perteneciente a la tercera temporada de la serie animada Los Simpson, emitida originalmente el 10 de octubre de 1991. El episodio fue escrito por John Swartzwelder y dirigido por Rich Moore. Neil Patrick Harris fue la estrella invitada. En 2007, Vanity Fair nombró a Bart the Murderer como el octavo mejor episodio de Los Simpson. En este episodio Bart termina siendo el cantinero de Tony el Gordo

## Sinopsis
Todo comienza cuando Bart tiene un pésimo día, comenzando con que Homer le roba una placa de juguete, luego Ayudante de Santa se come su tarea, se le va el autobús escolar y se moja por la lluvia al salir, llega tarde a la escuela, y finalmente olvida su permiso para la excursión escolar, por lo que debe quedarse todo el día en la escuela ayudando al Director Skinner a lamer sobres. Cuando sale de la escuela, choca su patineta con una escalera y rueda hacia abajo, hasta que se topa con una puerta: estaba frente al edificio de la Mafia. 
Cuando entra en el lugar, se encuentra a Tony el Gordo y a otros mafiosos, quienes lo toman como barman, ya que Bart hacía un excelente Manhattan, una bebida alcohólica. Luego, comienza a haber más confianza entre los mafiosos y Bart, quienes le comienzan a pagar un sueldo al niño. 
Marge, al sospechar que el nuevo trabajo de Bart no era muy honesto, comienza a ponerse ansiosa. Por eso, manda a Homer a encontrarse con la mafia, pero el padre de Bart los acepta. 
Un día, el director Skinner atrapa a Bart pintando un grafiti en la pared de la escuela. Bart, tratando de evitar el castigo, pone un par de dólares en el bolsillo de Skinner y le dice "No has visto nada. Ahora, vete." Sin embargo, Skinner se niega a guardar silencio, y manda a Bart a detención, haciendo que llegue tarde a la guarida de Tony el Gordo, en donde trabajaba todos los días como barman.
Cuando Bart les cuenta a los mafiosos el motivo de su retraso, Tony el Gordo y sus secuaces van a ver al director Skinner, quien, después de este encuentro, desaparece misteriosamente. La prensa comienza a decir que Skinner había sido asesinado. La policía, por su parte, sospecha de Tony el Gordo y de Bart, por lo que los arresta a todos. En el juicio, los mafiosos declaran que actuaban bajo las órdenes de Bart, quien había sido el asesino de Skinner. 
El juez estaba a punto de condenar a Bart, cuando repentinamente aparece Skinner, y cuenta qué le había sucedido en realidad. Luego de haber hablado con la Mafia, el director había estado trabajando en el sótano de su casa, y luego de una mala maniobra, había quedado atrapado bajo una montaña de periódicos. Luego de la declaración, tanto Bart como los mafiosos quedan libres. 
Fuera de los tribunales, Tony el Gordo le explica a Bart que no había querido meterlo en problemas, pero el niño se resigna a aceptar los hechos y simplemente dice que "el crimen no paga". Finalmente, los Simpson ven por televisión un programa llamado "Sangre en la pizarra: la historia de Bart Simpson", en donde Neil Patrick Harris hacía el papel de Bart. A Bart parece gustarle el programa, pero Homer se pregunta cuándo les pagarían por los derechos de la historia. Marge le responde que no tenían por qué hacerlo; la historia nunca había sido real.

## Referencias culturales

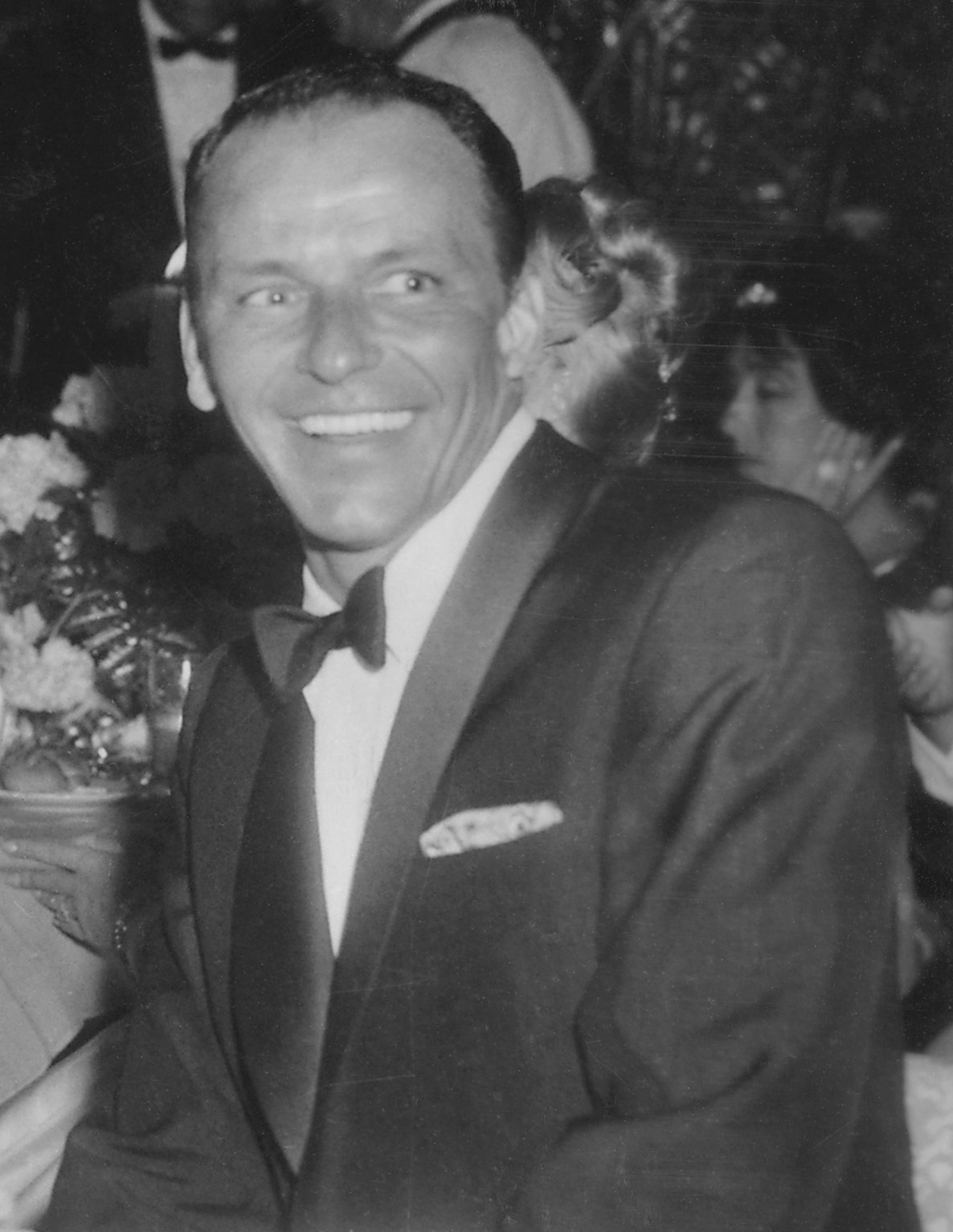
En el episodio se escucha la canción "Witchcraft" de Frank Sinatra.